# الرياضة التكيفية الكندية الرياضات الثلجية
الرياضة الثلجية التكيفية الكندية (CADS)، والتي كانت تُعرف سابقًا باسم الجمعية الكندية للتزلج على الجليد للمعاقين، هي مؤسسة خيرية وطنية تهدف إلى تمكين الأفراد ذوي الإعاقة من المشاركة في التزلج على الجليد والتزلج بالألواح، سواء على المستوى الترفيهي أو التنافسي.
تضم المنظمة 11 قسمًا و67 برنامجًا موزعين في أنحاء كندا، وقد بلغ عدد أعضائها أكثر من 5200 عضو في عام 2019. تسعى الرياضة الثلجية التكيفية الكندية إلى تقديم خدماتها للأشخاص من مختلف أنواع الإعاقات، بما في ذلك ذوو الإعاقات البصرية، واضطرابات طيف التوحد، والصعوبات الإدراكية، والإعاقات الجسدية.
النشأة
انطلقت فكرة الرياضة الثلجية التكيفية الكندية على يد جيري جونستون، مدير مدرسة التزلج في قرية صن شاين الواقعة على الحدود بين ألبرتا وكولومبيا البريطانية، حين أطلق في عام 1963 أول برنامج للمتزلجين ذوي الإعاقة في كندا. ثم أسس المنظمة رسميًا في عام 1976 بمشاركة زوجته آني جونستون. وقد تم إدخالهما إلى قاعة المشاهير الكندية لذوي الإعاقة في عام 2014. شغل جيري منصب المدير التنفيذي لـ CADS لمدة ثلاثين عامًا، وتولى كريستيان هراب هذا المنصب منذ عام 2015.
توفر CADS برامج اعتماد مدربين موحدة عبر أقسامها ونواديها، مع أربعة مستويات من المدربين لمستويات صعوبة المنحدرات. في عام 2022، كان لدى المنظمة 1600 مدرب ومعلم معتمد و1500 متطوع. كما تنظم CADS أيضًا سباقات ومسابقات، وأبرزها لقاء التزلج الدولي السنوي الذي يستمر لمدة أسبوع.
تنظم CADS أيضًا مسابقات وسباقات، من أبرزها اللقاء السنوي الدولي للتزلج الذي يمتد لأسبوع كامل. وتُعتمد دورات تدريب المدربين من قبل التحالف الكندي لمدربي التزلج (CSIA).
CADS هي شريك رسمي في تحالف الحياة النشطة للكنديين ذوي الإعاقة، وهو تحالف يسعى إلى تعزيز النشاط البدني ودمج الأفراد ذوي الإعاقة في الرياضة والمجتمع.